# SoulCalibur V
SoulCalibur V (ソールキャリバーV, SōruKyaribā Faibu) é o sexto jogo de vídeo da série principal da série Soul, da Namco. Foi lançado para PlayStation 3 e Xbox 360 em 2012.

## História
O jogo decorre 17 anos após os eventos de SoulCalibur IV. Sophitia, casada, é mãe de dois adolescentes.
O jogo se desvia um pouco da centralização da história na saga do personagem Siegfried.

## Protagonistas
O protagonista principal é Patroklos, filho de Sophitia, enquanto sua filha, Pyrrha é o deuteragonista. Ezio Auditore da Firenze da série Assassin's Creed aparece como personagem convidado.